# Victorine Gorget
Victorine Gorget, née le 20 avril 1843 à La Villette et morte le 11 octobre 1901 à Nouméa, est une blanchisseuse, militante républicaine lors de la Commune de Paris en 1871.

## Biographie
Fille d'Edmet Gorget et d'Éléonore Cochon, Victorine Gorget est une blanchisseuse parisienne. Elle mesure 1,65 m, a les yeux noirs et le teint brun. Elle épouse Edmond Nicolas Lefèvre, sculpteur sur bois, en premières noces le 22 août 1872, et s'installe avec lui au 5 rue de Chartres dans le 18e arrondissement de l'Est parisien,. Elle épouse plus tard en deuxièmes noces à l'âge de 32 ans Jean-Baptiste Puissant, le 2 décembre 1875, puis en troisièmes noces, alors qu'elle est âgée de 48 ans, Louis Félix Roffidal, le 1er juillet 1891, à Papeete,.
Pendant la Commune de Paris, alors qu'elle est âgée de 28 ans, Victorine Lefèvre fréquente de manière assidue le club Saint-Michel des Batignolles dans le 17e arrondissement. Considérée comme une meneuse, elle y aurait notamment proclamé « que les dames doivent prendre les armes pour garder les remparts, pendant que les hommes font des sorties contre les troupes de Versailles ». Victorine Gorget est aussi très active au sein de l'Union des femmes pour la défense de Paris et les soins aux blessés.
Dénoncée par des voisins, elle est condamnée à la déportation le 30 mars 1872 par le Quatrième Conseil de guerre pour des motifs d'« excitation à la guerre civile et provocations, par discours, cris ou menaces proférés dans les lieux publics, à commettre des crimes et à rassembler des insurgés ». En tant qu'individu féminin, la question de l'intimité et de la moralité se mêlent à son interrogatoire alors qu'on lui reproche des faits politiques. Ainsi dans son interrogatoire, le Conseil de guerre rapporte l'échange suivant : « l’histoire du crucifix que vous auriez porté à votre derrière en disant : « Puisque je fais ta connaissance, tu vas baiser mon cul ». – C’est faux. Je persiste toujours à le nier comme je l’ai déjà fait »,.
Condamnée au bagne, avec le 7e convoi de la Commune de Paris, elle passe par Brest le 5 août 1873 après avoir quitté la prison centrale d'Auberive avant d'embarquer, le 10 août 1873, sous le matricule n°10, à bord de la frégate à voiles La Virginie depuis l'île d'Aix pour une déportation vers la Nouvelle-Calédonie,,. La traversée en mer dure quatre mois : Louise Michel, Henri Messager et Henri Rousseau sont embarqués sur le même bateau.
Comme la plupart de celles qu'on nomme les déportées simples, Victorine Gorget est autorisée à résider à Nouméa. Elle y exerce son métier de blanchisseuse avant de devenir responsable des bains. En 1875, elle se retrouve prisonnière pendant dix-huit mois sur la presqu'île Ducos aux côtés des communardes Marie Spinay et Jeanne Bertranine,. On l'accuse de vivre de manière illégitime avec Jean-Baptiste Joseph Puissant, militaire né en 1840, condamné à cinq années de travaux forcés pour avoir falsifié la signature de son capitaine.
Le 4 janvier 1878, Victorine Gorget obtient la remise de sa peine et l’obligation de résidence est levée le 11 mars 1879.